# Mausoléu de Gala Placídia
O Mausoléu de Gala Placídia é um célebre monumento paleocristão de Ravena, na Itália. Localiza-se na	Piazza Arcivescovado 1, e pertence à Igreja Católica. Tem a planta em forma de cruz latina e é coberto por uma cúpula. O exterior despojado contrasta com o luxo da decoração interna, cujas superfícies são revestidas de mosaicos que representam vários personagens e cenas da cristianismo, com uma rica simbologia associada.
A despeito de o Mausoléu já ter gerado grande bibliografia e ter sido objeto de repetidas investigações, ainda pairam dúvidas sobre vários de seus aspectos, especialmente sobre quem o mandou construir, para que finalidade e em que data. Entretanto, formou-se um consenso de que foi erguido no segundo quartel do século V por ordem de Gala Placídia, imperatriz romana esposa de Constâncio III, para um uso fúnebre.
É uma das oito estruturas da cidade que foram declaradas pela Unesco como Patrimônio Mundial, considerando-a um exemplo raríssimo e de excepcional qualidade em seu gênero. Seus mosaicos estão entre os mais antigos e os mais bem preservados da tradição paleocristã, sendo especialmente celebrada a cena que mostra o Bom Pastor. O edifício atesta a transição entre as estruturas fúnebres imperiais e os oratórios cristãos primitivos, e sua decoração, em termos de estilo, é uma sequência lógica, porém inovadora e original, da arte helenística e romana, com alguma influência do oriente, sendo importante também por constituir uma das primeiras ilustrações de alta qualidade artística da apropriação das referências pagãs pela arte cristã.

## Gala Placídia e o Mausoléu

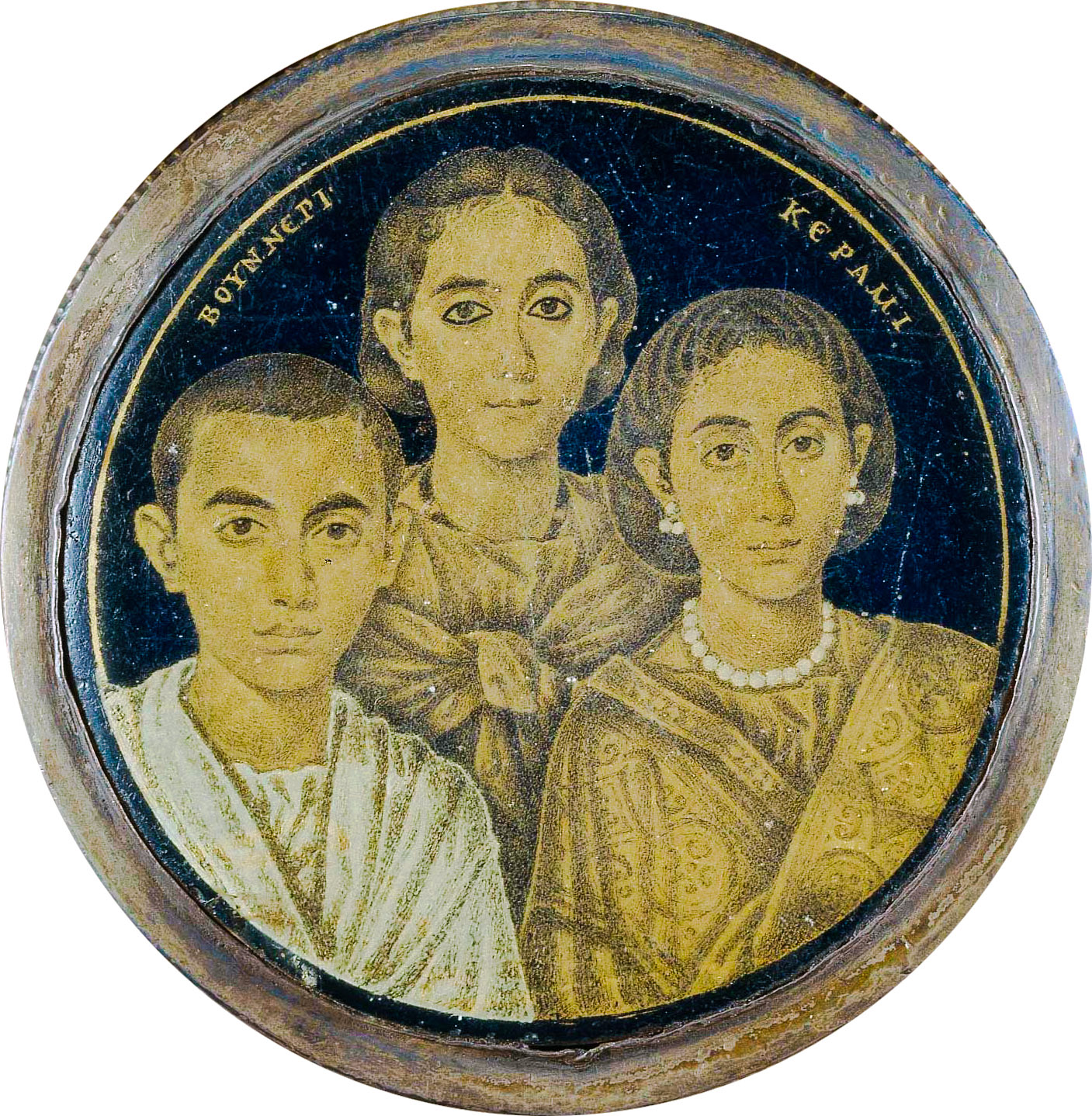
Gala Placídia (à direita) e os seus dois filhos, Valentiniano e Honória

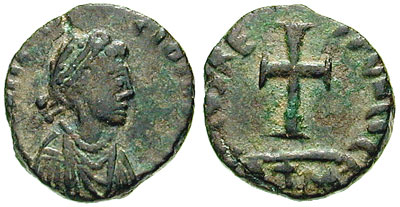
Moeda com a efígie de Gala Placídia e no verso a cruz, c. 425-435

Élia Gala Placídia (em latim: Aelia Galla Placidia), nasceu entre 388 e 393 em Constantinopla ou Salonica, filha do imperador Teodósio, o Grande (r. 378–395) e sua segunda esposa Gala, que era filha do imperador Valentiniano I (r. 364–375). Era também meia-irmã de Honório (r. 393–423) e Arcádio (r. 383–408). Viveu no período em que o Império Romano já sofria com a ameaça bárbara e havia tido seu território muito reduzido. A participação de Gala na vida imperial iniciou em 408, quando os visigodos de Alarico (r. 395–410) estavam sitiando Roma. No saque da cidade ela foi capturada como parte do butim, mas recebeu um tratamento digno. Pouco depois Alarico morreu, sendo sucedido por Ataulfo (r. 410–415), o qual, convencido da superioridade da estrutura administrativa romana, ofereceu-se como associado de Honório e solicitou suprimentos em troca de Gala. Mas sua oferta não foi aceita e ela por fim casou com Ataulfo, aparentemente por vontade própria, em uma suntuosa cerimônia em Narbona que uniu tradições romanas e bárbaras e que indignou os romanos. Em 415 nasceu um filho da união, Teodósio, que viveu poucos meses, e em seguida Ataulfo foi assassinado. Seu sucessor, Sigerico (r. 415), a tratou como uma prisioneira comum, impondo-lhe vexames públicos, mas logo também foi morto, e ela, transferida para Tolosa e finalmente entregue a Constâncio III (r. 421) em Ravena, em troca de 600 mil medidas de trigo. Em 417 foi forçada a desposar Constâncio, mas logo tiveram um filho, Valentiniano, e uma filha, Justa Grata Honória, e ela passou a exercer sua influência sobre Honório para favorecer seu marido. Em 421, ambos foram elevados à condição de Augustos e associados a Honório como co-imperadores. Apenas sete meses depois da morte de Constâncio, iniciaram atritos entre ela e seu meio-irmão. Acusada de traição, foi exilada em Constantinopla, onde reinava seu sobrinho Teodósio II (r. 408–450). Honório morreu em 423, e seu sucessor natural deveria ser Valentiniano, mas o trono foi usurpado pelo primicério dos notários João (r. 423–425). Teodósio decidiu apoiar as pretensões de Gala para tornar seu filho o imperador legítimo e enviou o então menino para Ravena junto com exércitos, e ali ele foi consagrado como Valentiniano III em 425. Sendo ainda menor, a regência passou para as mãos de Gala, que governou de facto até 433, quando Flávio Aécio iniciou uma campanha militar para derrubá-la, saindo vitorioso e obrigando a regente a retirar-se da vida pública. Faleceu em Roma em 450.
Tem sido muito debatido entre os historiadores quem teria sido o verdadeiro patrono do Mausoléu que leva o nome de Gala Placídia, mas existem boas evidências que apoiam a teoria de que sua construção foi ordenada ou por ela mesma ou pela Casa Imperial. É sabido que Gala financiou a construção de várias igrejas e capelas, e a sua localização, na área dos palácios imperiais de Ravena, é fortemente sugestiva. Entretanto, é um edifício que se desvia da tradição anterior de mausoléus régios da Roma tardo-imperial, tanto por suas dimensões reduzidas como pela sua planta cruciforme. Porém, Gala era uma devota da Santa Cruz, tendo a ela dedicado sua capela privada no palácio imperial de Ravena, construída também sobre a forma da cruz. Além disso ela havia oferecido ricos dotes à Basílica da Santa Cruz em Jerusalém, e nas moedas onde é representada a cruz sempre aparece. A estrutura do Mausoléu remete a um precedente similar que fora erguido em Constantinopla como capela mortuária imperial, e a outro muito parecido na mesma cidade que serviu como mausoléu de Arcádio e sua família, e ambos devem ter sido conhecidos por Gala. Mas não existe nenhuma evidência direta de que a estrutura aqui em questão foi de fato erguida a seu mando. Tampouco a data precisa de sua construção pôde ser assegurada. Se foi mesmo obra sua, duas datas são mais prováveis: entre 417 e 421, quando estava casada com Constâncio, e o período em que assumiu a regência em nome de Valentiniano, a partir de 425. Alguns estudiosos, especialmente o biógrafo de Gala, Stewart Oost, levantaram a possibilidade de que o Mausoléu foi erguido por ordem de Valentiniano III, seu filho, ou pelo seu meio-irmão Honório. É de notar também que fontes coevas que narraram a vida da imperatriz não mencionaram o Mausoléu. Mesmo entre dúvidas, a maior parte dos historiadores modernos considera a atribuição a Gala pelo menos bastante plausível.

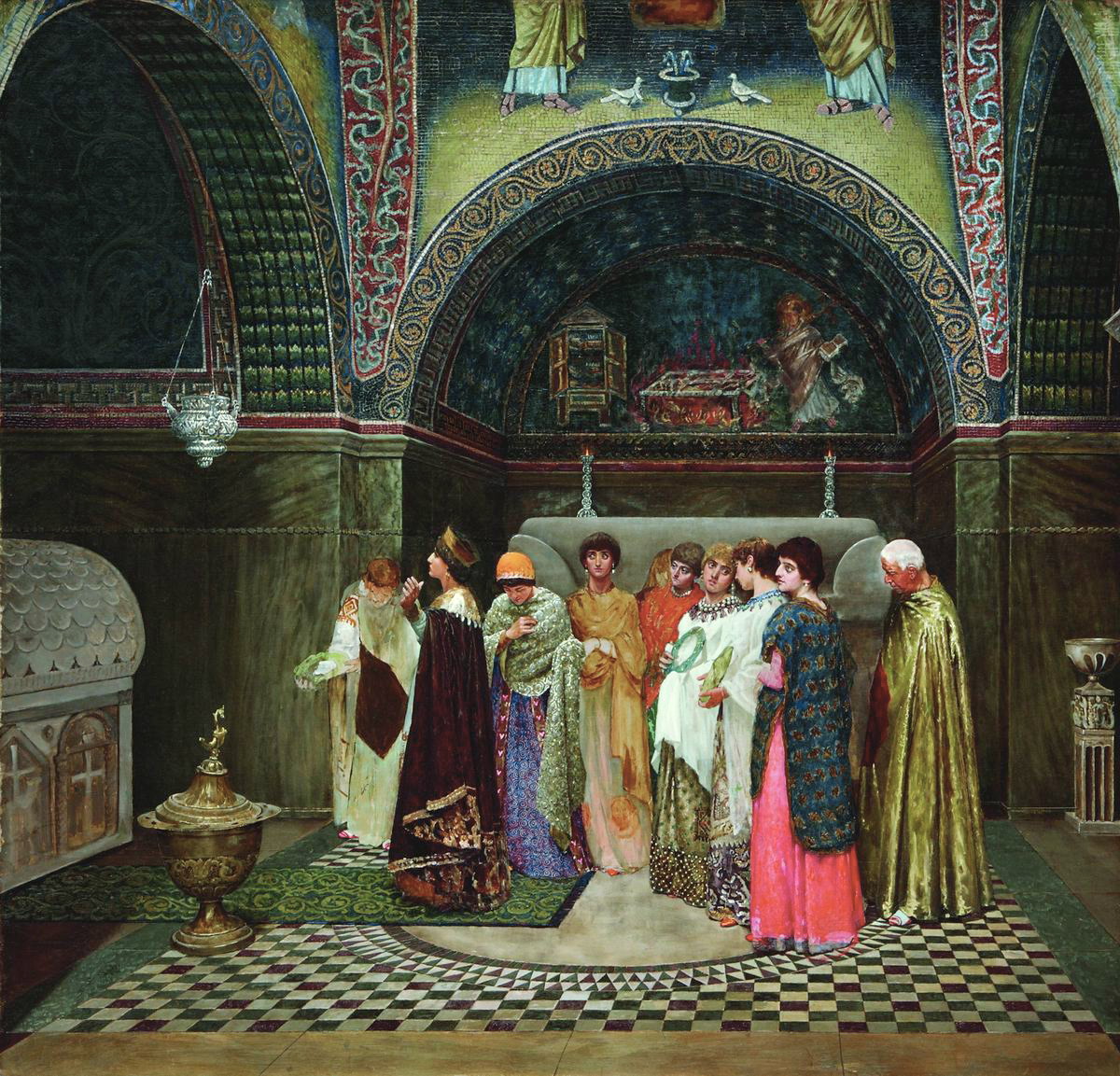
Representação romântica de Vasiliy Smirnov, c. 1880, mostrando a imperatriz homenageando seus ancestrais no interior do Mausoléu

Da mesma forma é uma incógnita seu uso original. A cumeeira em forma de pinha era típica das estruturas funerárias romanas, e as janelas pequenas e seu programa iconográfico reforçam esta ideia. Além disso, escavações no século XIX revelaram no subsolo remanescentes de elementos arquitetônicos similares aos que eram usados nos nichos das catacumbas. Uma das hipóteses é de que tenha sido a tumba da própria Gala. Uma antiga tradição dizia que ela havia sido enterrada diante do altar deste Mausoléu, num dos sarcófagos que ali ainda existem, ataviada com trajes imperiais e sentada em um trono. Esse sarcófago permaneceu intacto até o século XVI, quando crianças, aproveitando-se de uma abertura que ele possui, atearam fogo ao seu conteúdo. Mas as conclusões tiradas a partir da sua análise estilística não concordam com a época em que viveu a imperatriz, apontando uma data de execução pelo menos um século posterior à conclusão do Mausoléu e sugerindo uma origem estranha ao edifício, sendo possivelmente uma transferência de uma necrópole vizinha ou da Basílica de São Vital. Se seu corpo foi trasladado para ali em algum momento, terá sido depois de um sepultamento anterior.
É certo que ela faleceu em Roma, e para alguns ela foi ali sepultada, em uma capela imperial ao lado da Basílica de São Pedro. Essa teoria é apoiada através de uma cadeia de eventos sugestivos. Pouco antes de sua morte em Roma houve o enterramento de um certo Teodósio nessa capela imperial, uma cerimônia que segundo os registros contou com a presença de uma "Placídia" (não é garantido tratar-se da mesma Placídia), membros do senado romano e do papa, eminências que só estariam presentes para honrar uma figura também ilustre. No século XV essa capela foi escavada e nela foi encontrado um sarcófago revestido de grande quantidade de prata e contendo dois caixões, um grande e um pequeno, cujos corpos estavam ataviados com trajes de ouro que pesavam dezesseis libras, uma riqueza indicativa de serem personagens imperiais. Isso parece corroborar a tese de que pertenciam a Gala e ao filho que tivera com Ataulfo, mas sua identificação permanece hipotética, porque em seguida a tumba foi desmantelada e os metais preciosos removidos por ordem do papa, impedindo uma confirmação moderna.
Alternativamente, como há evidências de que ela sempre lamentara o precoce desaparecimento do pequeno Teodósio, filho que tivera com Ataulfo, de que trouxera o seu corpo com ela quando foi devolvida à Itália e que o mantivera em Ravena, terá precisado de um local digno para depositar o defunto antes de mudar-se com ele para Roma, e o Mausoléu é um edifício que parece bastante adequado para isso. Um viajante italiano visitou-o no século XII e relatou ter visto uma inscrição com o nome de Teodósio, mas ela já não é mais visível. Como os locais de sepultamento dos outros Teodósios da família imperial são conhecidos — Teodósio I e Teodósio II, ambos em Constantinopla — parece lícito supor que esse Teodósio se tratasse do primeiro filho de Gala, e que o Mausoléu tenha sido o local de repouso temporário desta criança. As próprias dimensões modestas do edifício poderiam explicar seu uso como sepulcro não de um imperador, cujos sepultamentos se davam usualmente em edifícios monumentais, mas para o filho de um rei bárbaro. Finalmente, vários dos motivos decorativos do interior têm similares em tradições funerárias visigóticas, sendo encontrados em sarcófagos e outros objetos.

## Estrutura e história do edifício

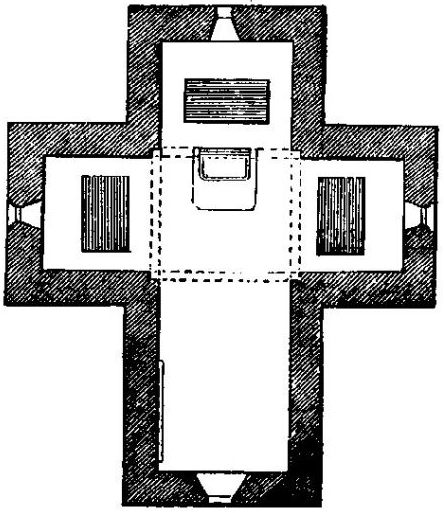
Planta do edifício.

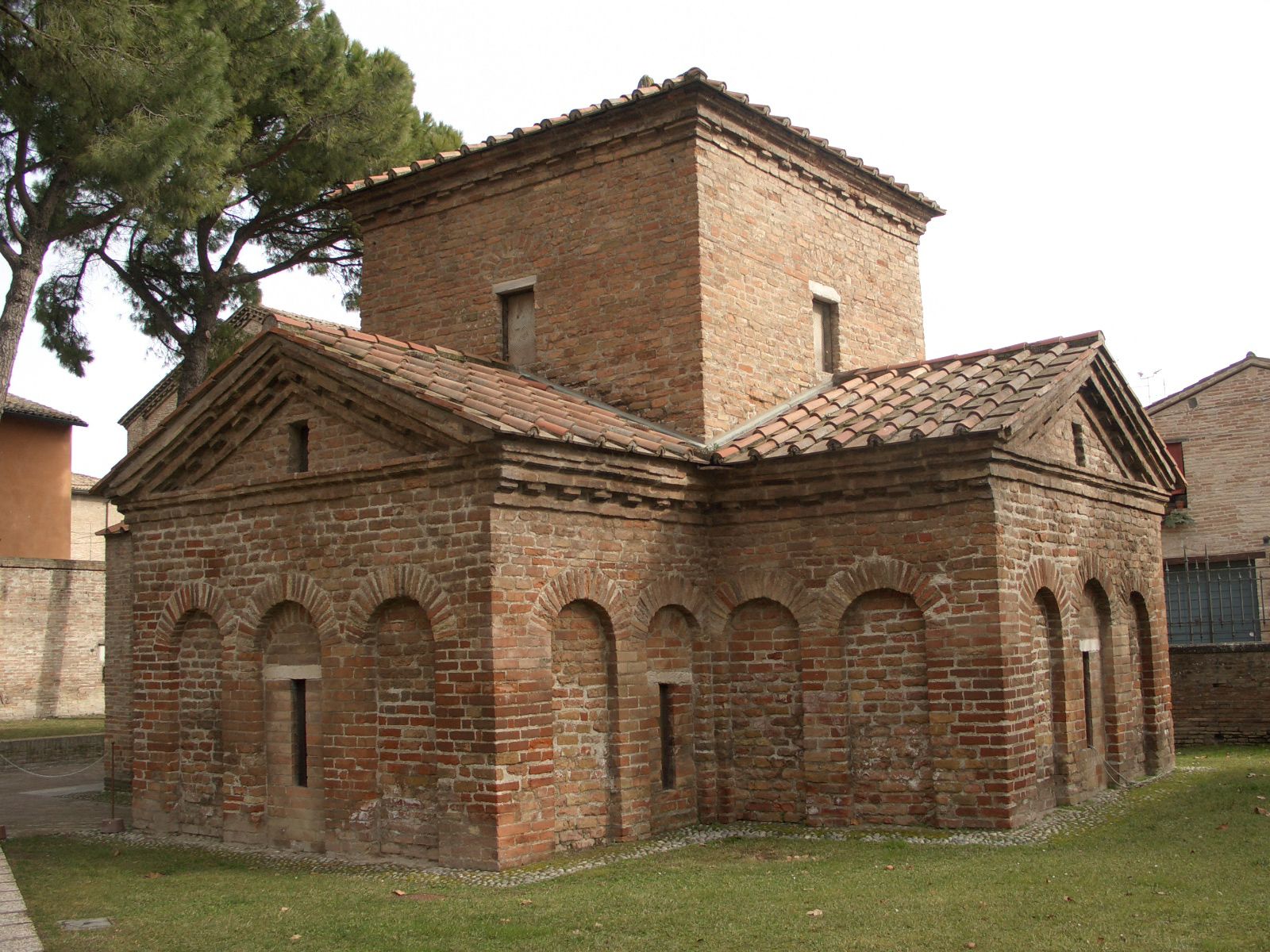
Outro ângulo

O Mausoléu é uma pequena estrutura de tijolos aparentes, com 12,75 m de comprimento e 10,20 m de largura e com uma cúpula interna de 4,4 m de diâmetro. É coberta com telhas cerâmicas e sua planta possui a forma da cruz latina, com um braço ligeiramente mais comprido que os outros, constituindo uma diminuta nave. Os braços possuem fachadas em forma de edícula, com uma base retangular dividida em dois arcos cegos nas laterais e um arco central em sua maior parte cego, perfurado apenas por uma estreita janela vertical. Sobre essa base repousa um frontão clássico com um pequeno óculo retangular ao centro. A fachada principal não apresenta arcos cegos, apenas uma porta no centro com um lintel decorado por um friso em relevo, que mostra dois animais fantásticos semelhantes a felinos em torno de uma representação de um vaso, entre motivos fitomórficos. Sobre o cruzamento dos braços se ergue uma estrutura cúbica com pequenas janelas e coberta por um telhado em quatro águas, contendo em seu interior a cúpula.
Seu interior contrasta fortemente com a simplicidade externa, tendo suas superfícies parietais quase integralmente decoradas de mosaicos com tésseras de vidro e esmalte colorido, em parte revestidas de ouro, em uma densidade que chega a 271 peças por decímetro quadrado. Uma faixa na parte inferior das paredes é revestida com mármore amarelo. O teto da parte central é uma cúpula rasa, apoiada em pendentes triangulares estreitos, entre os quais se delineiam quatro áreas semicirculares ou lunetas. Sobre os braços, o teto é em forma de abóbada de berço, cujas extremidades são fechadas verticalmente por lunetas que possuem aberturas centrais. A terminação anterior do braço que serve como nave não tem janelas e abre-se a porta de entrada. Nos três outros braços se encontram sarcófagos.
Segundo relatório da Unesco, o prédio evidencia ser uma transição entre as tipologias funerárias imperiais da Roma Antiga e os martyria cruciformes paleocristãos, e pertence à tradição ocidental de arquitetura, com alguns exemplos precursores italianos. Uma característica típica dessa fase é o uso de ânforas como material de construção em vez de tijolos, a fim de aliviar o peso das estruturas. No caso, elas foram encontradas durante reparos no prédio em 1838, no volume cúbico que sustenta a cúpula. Sua aparência original, contudo, era bastante distinta do que a que hoje se pode contemplar. Primitivamente o edifício era um anexo da Igreja de Santa Cruz, da qual só restam ruínas, associado à extremidade sul do seu nártex e precedido de um pórtico. Era revestido de estuque pintado de modo a imitar mármore, removido posteriormente.
Sua identificação como monumento fúnebre só se fixou no século VII, quando foram acrescentados sarcófagos ao interior. A primeira referência documental que associa Gala à construção data do início do século IX, constando numa passagem do Liber Pontificalis Ecclesiae Ravennatis de André Agnelo, um padre de Ravena. Disse ele que a Igreja da Santa Cruz fora decorada por ordem da imperatriz, e relatou a existência de uma epígrafe atestando que a decoração da Capela de São Zacarias, um edifício também anexo à Igreja no lado oposto do nártex, teria sido ordenada por Gala, mas Agnelo não transcreveu a inscrição e ela se perdeu. Além disso, citou que já em sua época a identificação do prédio como o túmulo de Gala era apenas uma tradição popular, e referia-se a ele como "Mosteiro de São Nazário" (na época "mosteiro" poderia significar apenas uma edificação ou capela fundada por monges e não sua habitação). Embora se suponha que em sua origem fosse dedicado a São Lourenço, não há provas documentais. Referências explícitas ao patronato da imperatriz só apareceram em 1279, e desde então essa opinião se generalizou.
Em 1540, o piso foi substituído com mármore na técnica de opus sectile e elevado em 1,43 m, a área em torno do edifício também foi aterrada na mesma altura, e em 1602 o prédio foi desvinculado de Santa Croce, cujo nártex foi destruído e a fachada, recuada em sete metros. Foi então envolvido pelo convento de São Vital. Nesta altura a entrada original foi fechada e transferida para uma pequena porta aberta no lado oeste. Em 1774, esta mudança foi anulada, retornando a entrada à sua posição primitiva. Entre 1898 e 1901, a parte inferior das paredes internas foi revestida de mármore amarelo, e suas janelas, originalmente talvez de vidro, são atualmente fechadas com placas translúcidas de alabastro ofertadas por Vítor Emanuel III em 1908.

## Programa decorativo

### Estilo
O estilo dos mosaicos figurativos é uma derivação direta da pintura mural da Roma tardo-imperial, a qual por sua vez era herdeira da antiga tradição grega de pintura, transição intermediada pelos artistas do helenismo. O desenho das figuras, claro e bem delimitado, ainda guarda muito da nobreza e naturalidade clássicas e dos recursos ilusionísticos de tridimensionalidade comuns à arte romana tardo-imperial, que em seguida se perderam para a arte do ocidente, contrapondo-se a mosaicos romanos e milaneses da mesma época realizados em uma técnica impressionística, onde a cor predomina sobre a linha. Várias de suas características são exemplos perfeitos da apropriação pelos primeiros cristãos das formas, símbolos e maneiras de representação pagãs. Se o Mausoléu foi mesmo obra de Gala, é possível que o programa iconográfico, tão perfeitamente unificado, reflita a influência de seu conselheiro espiritual, São Pedro Crisólogo. A pertença a uma tradição figurativa anterior não impediu, porém, que o estilo geral das figuras constituísse uma síntese nova daquelas referências, que se tornou uma marca registrada da arte de Ravena. Seus padrões florais e abstratos, por sua vez, traem uma influência da arte sassânida e das sedas decoradas do oriente, mas vários estudiosos afirmam que eles não são apenas embelezamento de espaço vazio, e carregam um rico simbolismo próprio, interpretado de variadas maneiras.
A escolha do mosaico como técnica decorativa se deve à influência de Constantinopla, onde eles já eram favorecidos. Além disso, Ravena, como sede do governo imperial, atraiu os melhores artistas, o que explica a alta qualidade das composições e o seu acabamento técnico refinado, sendo os primeiros grandes exemplos em seu gênero na história da arte cristã.

### Cúpula

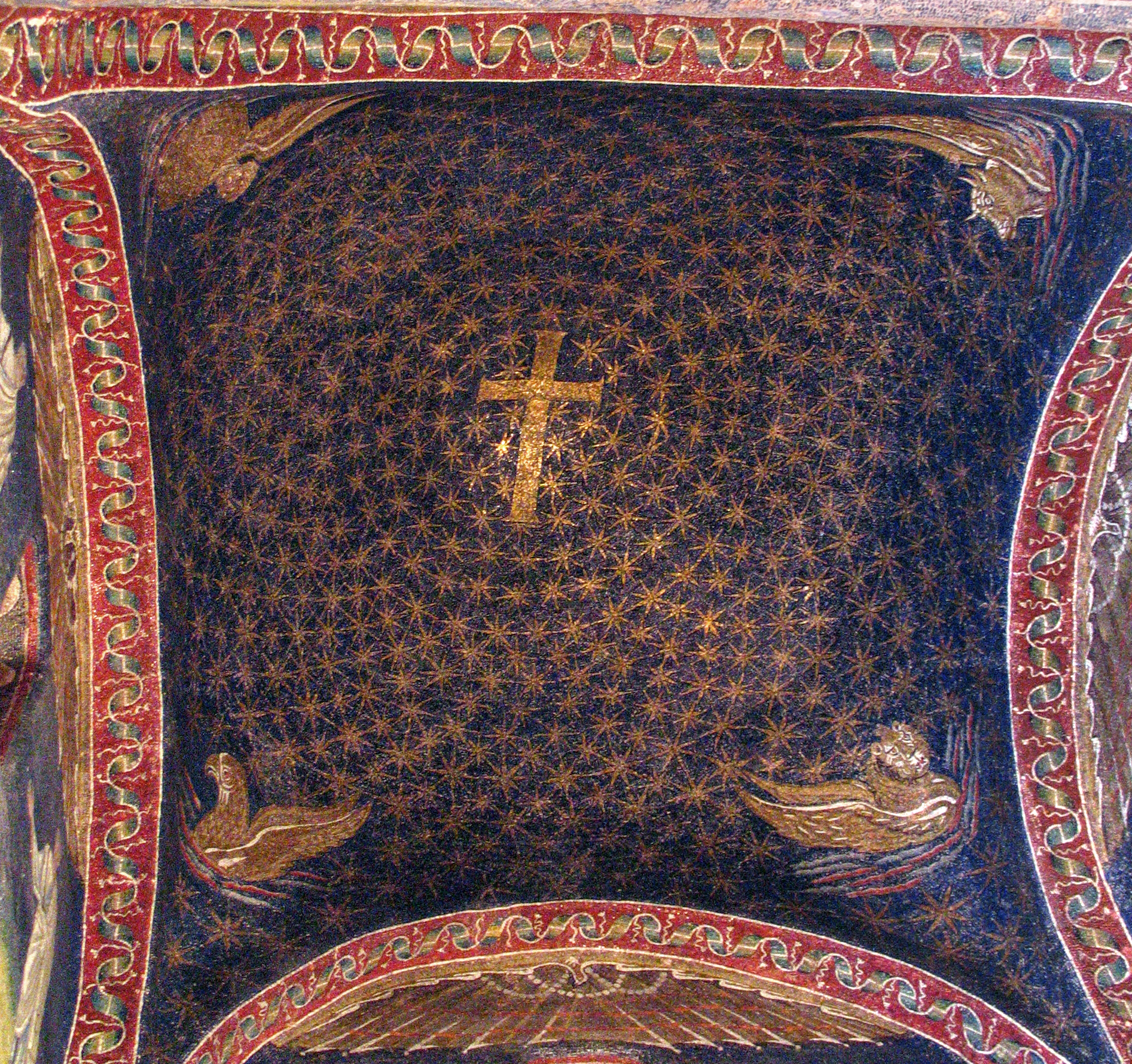
Interior da cúpula com seus pendentes

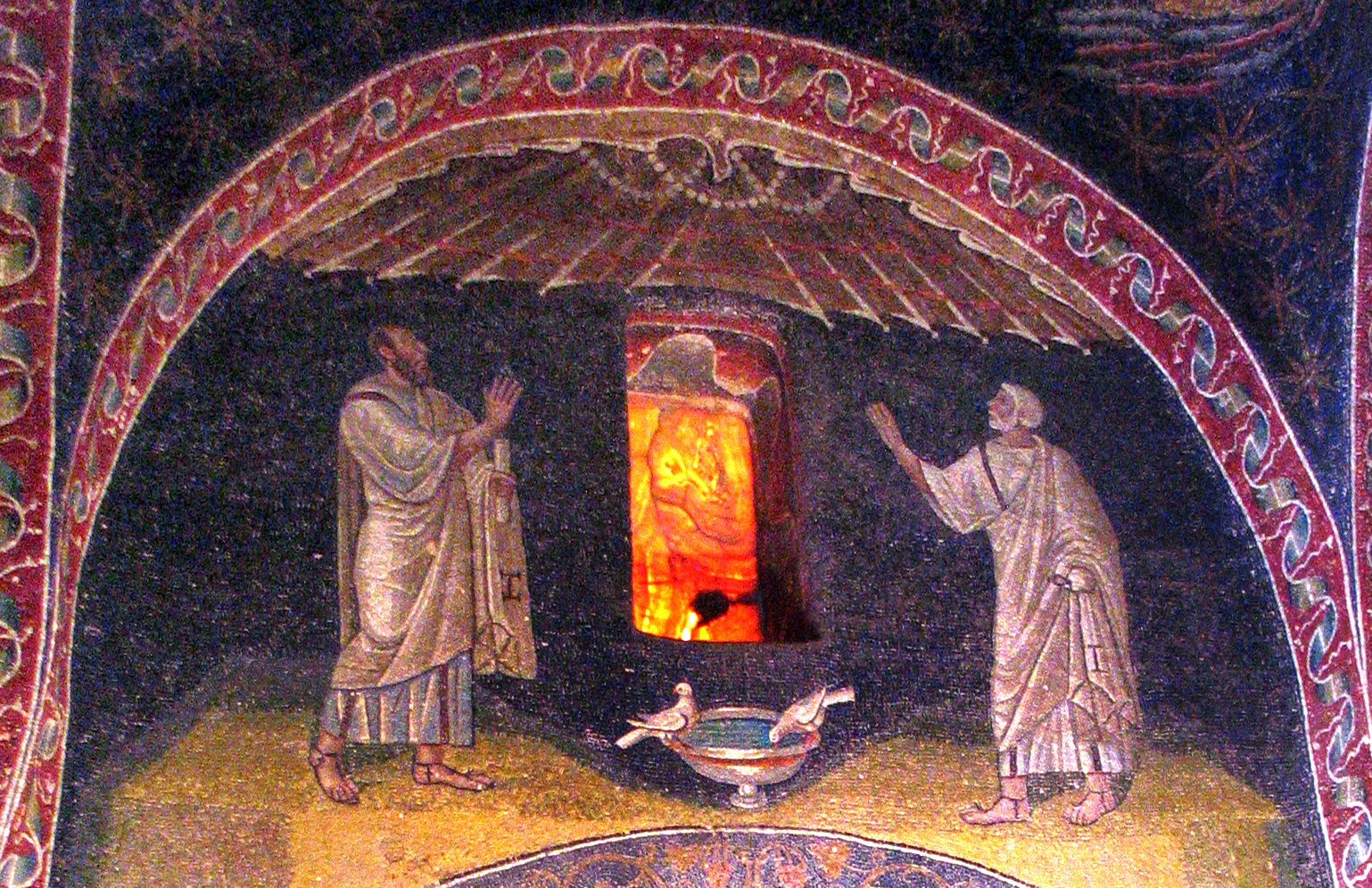
São Paulo e São Pedro, com as pombas a beber ao centro

A cúpula é inteiramente revestida de uma simulação de céu estrelado, com uma cor de azul profundo e muitas estrelas douradas em arranjo concêntrico, com tamanhos maiores à medida que se afastam do centro, o que dá uma impressão de maior altura. No centro há uma grande cruz latina dourada. Nos quatro cantos, sobre os pendentes, estão meias-figuras douradas de seres alados sobre nuvens, representando as criaturas associadas aos quatro apóstolos evangelistas - o anjo, o touro, o leão e a águia. São imagens típicas da iconografia paleocristã, não possuindo halos nem os livros dos Evangelhos, elementos que só apareceram por volta do século VI, mas diferem do uso da época por terem apenas duas asas, quando o comum era a representação de seis.
A cruz flutuando livre no céu estrelado se presta a várias interpretações. Segundo Gillian Mackie, possivelmente significa o anúncio apocalíptico do Segundo Advento de Cristo, Swift & Alwis a veem como uma expressão da crença no radiante poder intercessor dos santos; já foi citada como uma reprodução da Visão de Constantino, como um sinal de ortodoxia, e pode ilustrar o conceito cosmográfico dos cristãos primitivos, que cultivavam a ideia de o universo ser conformado à maneira de uma cruz como um símbolo da Encarnação do Verbo Divino. Dizia Santo Irineu: "porque Cristo é o Verbo de Deus... que em sua forma invisível penetra todo o universo e abrange seu comprimento e largura, sua altura e profundidade... o Filho de Deus também foi crucificado nesta forma cruciforme do universo". Assim, para Burton-Christie a cruz entre estrelas significa a presença de Deus a brilhar em todo o universo.
Sobre as quatro lunetas, áreas semicirculares entre os pendentes, que simbolizam a transição entre o mundo celeste e o terrestre, estão duplas de figuras masculinas vestidas de túnicas brancas com pálios, características dos senadores romanos, mas que podem simbolizar a pureza dos recém-batizados ou a transfiguração da alma na Ressurreição final. Identificados como os demais oito apóstolos, colocam-se contra um fundo azul escuro, flanqueando as janelas centrais e gesticulando de modo a aclamar a cruz celeste. Todos têm um aspecto semelhante, mas se distinguem pela sua gestualidade e pelas fisionomias individualizadas. Quase todas as figuras à esquerda das janelas seguram um rolo de pergaminho em sua mão esquerda, e as da direita escondem a mesma mão mão na túnica; ambas sempre têm sua mão direita elevada em aclamação, numa postura que era típica da iconografia dos oradores romanos. Diferem dois personagens, identificados como São Paulo e São Pedro. O primeiro, por sua longa barba escura, e o segundo, por segurar uma chave e ter cabelos brancos, traços convencionais na sua iconografia.
Debaixo das janelas estão pares de figuras de pombas bebendo água de vasos ou fontes, que são interpretadas como alegorias da luta da alma em busca do Reino dos Céus, e a água pode ser um símbolo do batismo, um tema comum em contextos fúnebres e batismais do cristianismo primitivo. Na parte superior às janelas há um motivo dourado de concha que empresta uma sensação de tridimensionalidade às cenas abaixo, contendo ainda adornos em forma de pérolas e uma pomba ao centro, que representa o Espírito Santo. As áreas são delimitadas com faixas de variados motivos abstratos multicores e ramos de videira entrelaçados, tradicionalmente associados à Salvação oferecida por Cristo.

### Braços

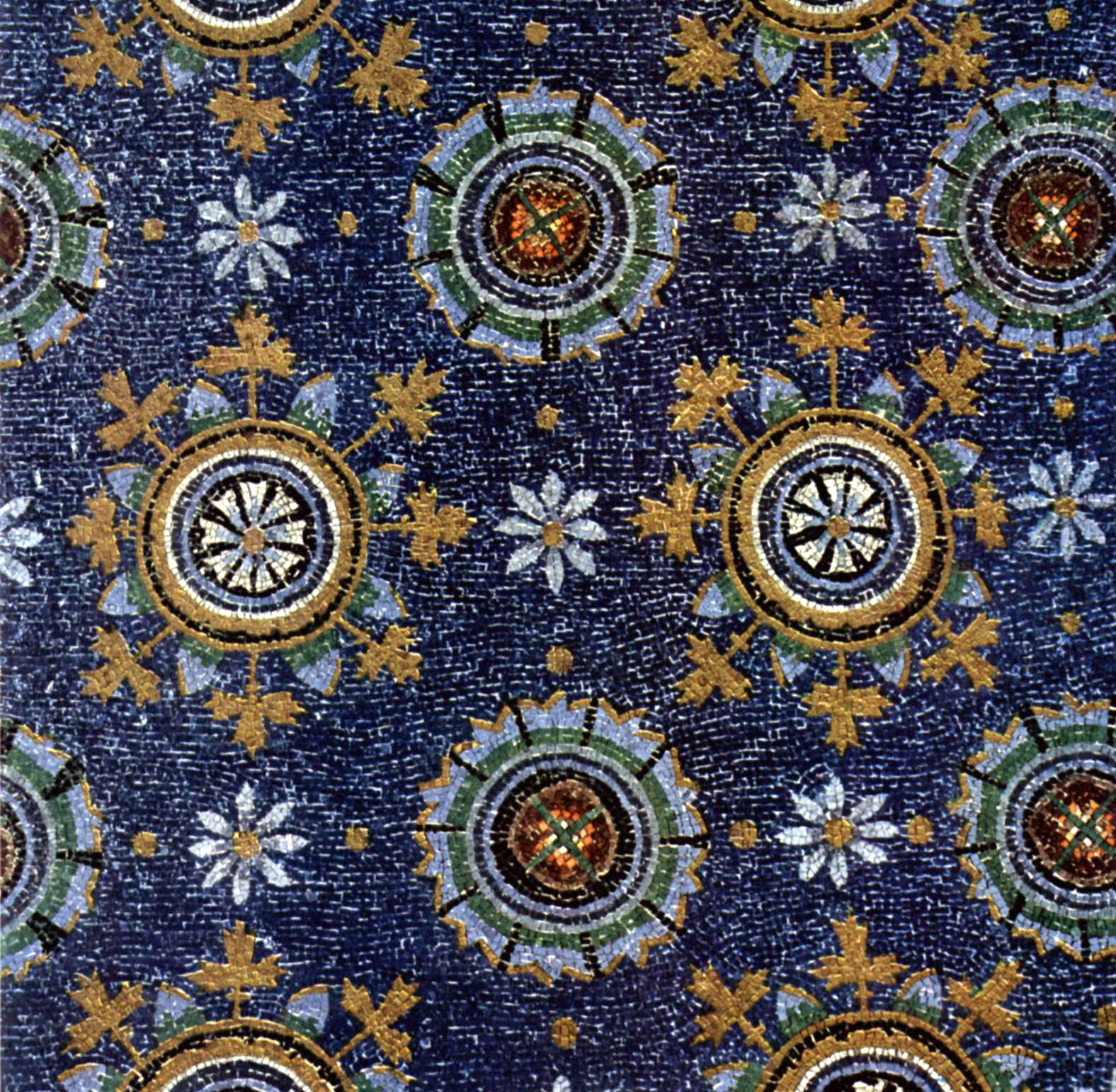
Detalhe da decoração de flores estilizadas e círculos concêntricos

As abóbadas dos quatro braços são decoradas simetricamente em pares. As dos braços transversais mostram intrincados padrões de ramagens douradas de videira e acanto contra um fundo azul escuro, enquanto que as que formam o eixo do edifício repetem o fundo azul mas com figuras de círculos concêntricos ou estrelados formando o que parecem ser flores estilizadas. Essa figuração floral, conforme pensa Lisa West, pode ter uma função apotropaica, afastando espíritos malignos, e ser derivações das figuras da cruz e do espelho, que tinham longa tradição de serem poderosos amuletos. Podem simbolizar também a exuberância do Jardim do Éden, a vida eterna e o papel de Cristo como o jardineiro das almas. Muitas se parecem a rosas, que tinham várias associações simbólicas. Os romanos as usavam em cerimônias fúnebres, o que reforça a ideia do edifício como um sepulcro. Santo Ambrósio dizia que na Criação original elas não possuíam espinhos, que lhes nasceram pelos pecados da humanidade, mas preservaram sua beleza e fragrância para lembrar os esplendores da vida após a morte. Rosas vermelhas eram ainda um símbolo do sangue derramado pelos mártires, que podiam ser representados com coroas de rosas entrelaçadas. Essas estranhas flores também foram interpretadas como a multiplicação da estrela que guiou os Reis Magos, e as complexas guirlandas fitomórficas, como alusões à primavera, à fartura das colheitas, à passagem do tempo, à suntuosidade da corte imperial, e mesmo podem representar uma imitação dos cortinados e tapeçarias onde tais motivos eram tão comuns, e neste sentido as abóbadas seriam substitutos figurados de dosséis. Por outro lado, a inexistência de representações florais naturalísticas no Mausoléu, ao contrário do que se encontra em monumentos cristãos anteriores, pode indicar uma transição de estilo que vai culminar na decoração da Basílica de Santo Apolinário em Classe, um século depois. Contudo, os padrões florais deste edifício são inovadores no âmbito do mosaico decorativo parietal, só sendo encontrados antes em pavimentos e têxteis.

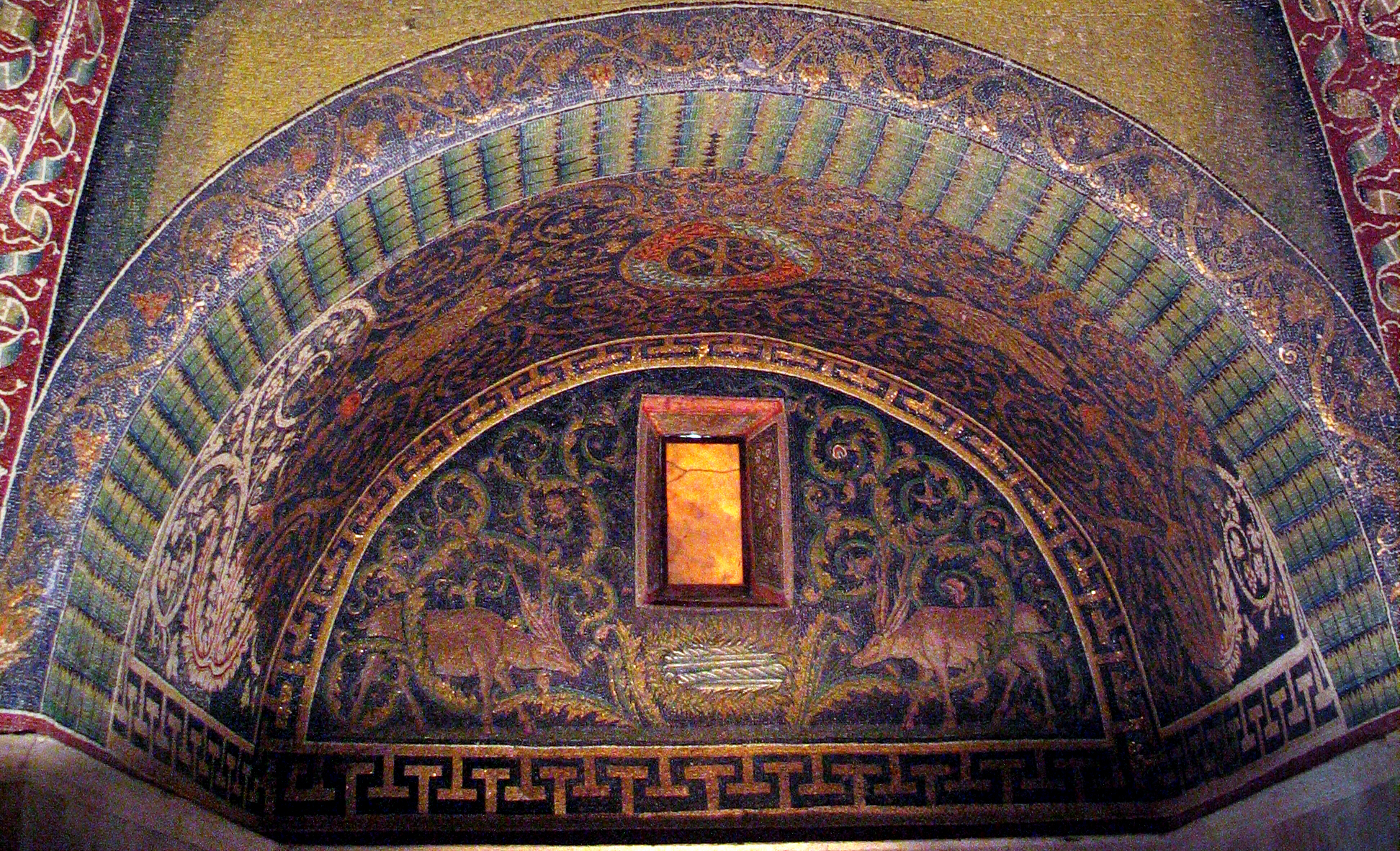
Luneta no braço direito, com os veados a beber

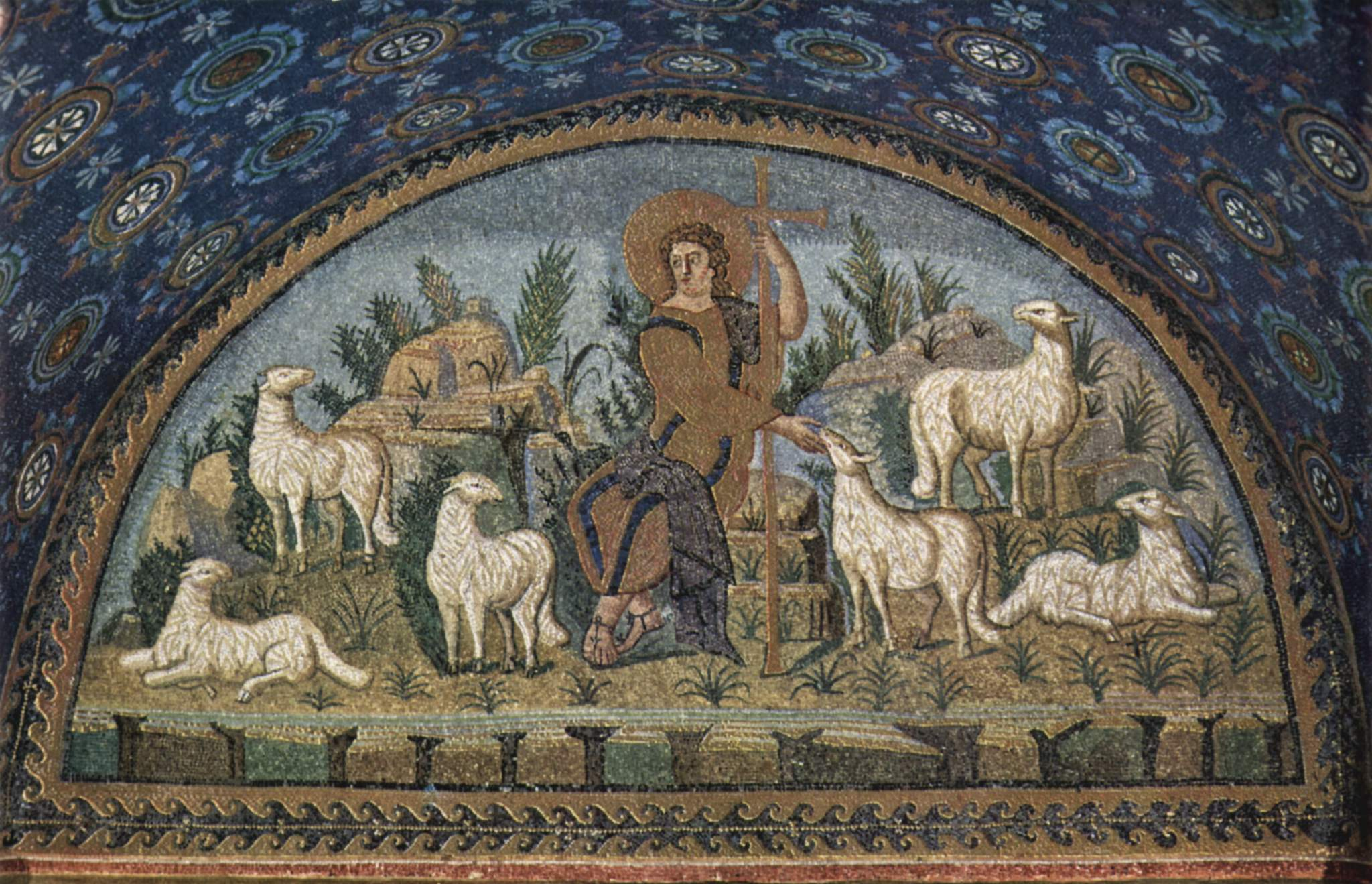
O Bom Pastor, luneta sobre a porta de entrada

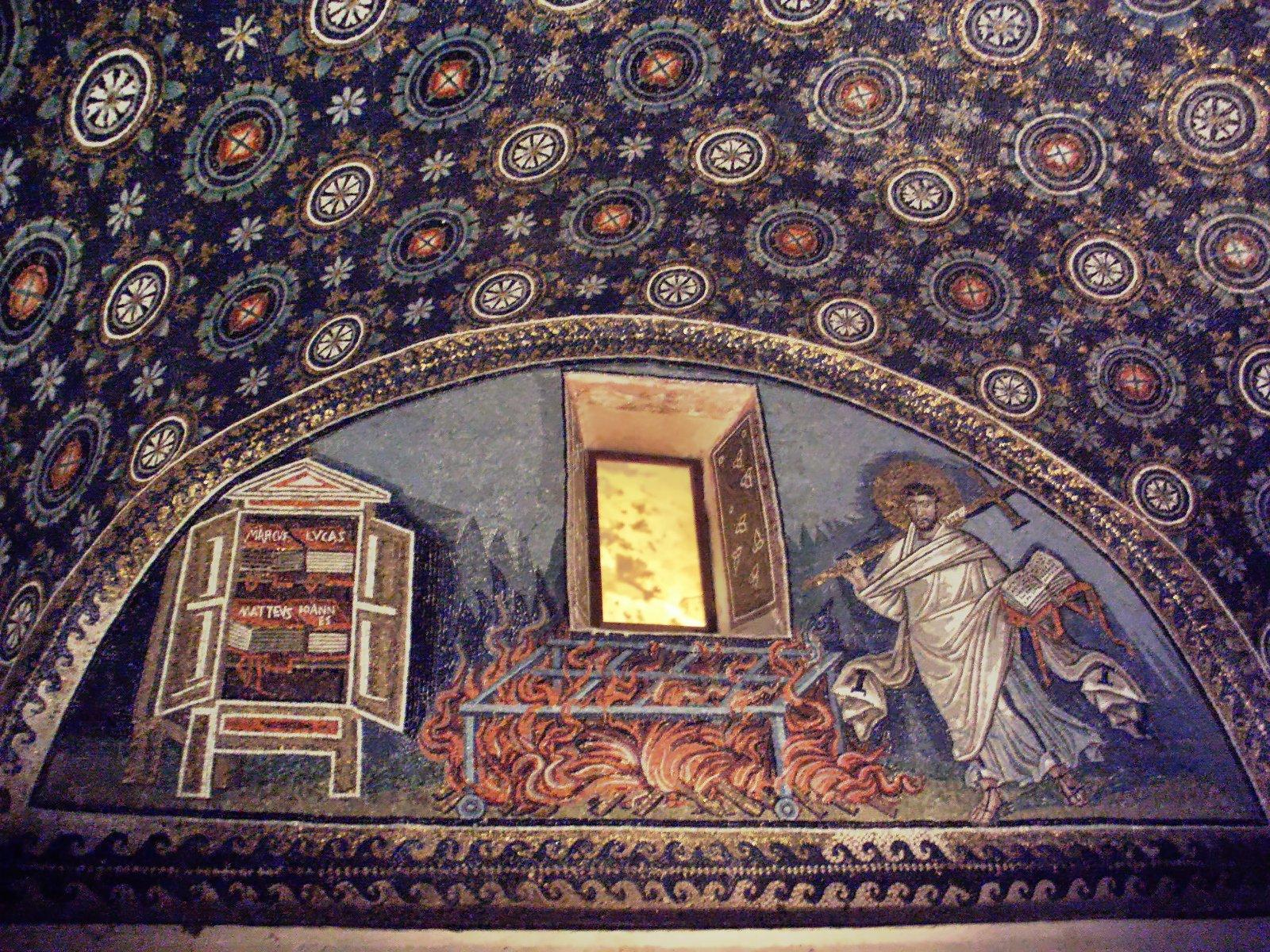
Luneta oposta à entrada

Cada abóbada transversal mostra duas pequenas figuras de túnica segurando um rolo de pergaminho, semelhantes aos apóstolos da cúpula, mas que são interpretadas como sendo os quatro profetas maiores do Antigo Testamento: Isaías, Jeremias, Daniel e Ezequiel. As abóbadas trazem ainda um monograma na parte superior com as letras gregas chi-rho, abreviatura para "Cristo", junto com o alfa-omega, símbolo da eternidade de Deus, inclusos em uma coroa de louros que fala da vitória sobre a morte. Nas lunetas há a representação estilizada de ramos de videira, em meio à qual existem veados a beber de fontes, uma clara alusão à passagem do Salmo 42 que diz "assim como o veado anseia pela água das fontes, da mesma forma minha alma anseia por ti, oh Deus". Essa iconografia é consistente com um uso do edifício como mausoléu, remetendo a temas de morte, purificação e ressurreição. Além disso, a decoração nas margens das superfícies, com labirintos em ouro e azul, mais uma vez tinha uma possível função apotropaica.
A decoração da luneta que está sobre a porta de entrada não oferece problemas de interpretação, trata-se da figura do Bom Pastor em um cenário paisagístico de requintada harmonia rítmica. O motivo do pastor foi adaptado da tradição helenística, sendo comum na pintura da Roma Antiga, onde podia representar Apolo ou Orfeu, e se tornou comum nas catacumbas e outros contextos fúnebres ou batismais por ser uma imagem de bondade e proteção. Porém, ao contrário das primeiras imagens cristãs do Bom Pastor, em que ele vestia trajes rústicos e levava um cajado, aqui ele é mostrado em dignidade imperial, com uma dalmática ouro e púrpura, refletindo a influência da arte e do cerimonial cortesãos, com um halo e uma grande cruz dourada, estendendo sua mão para uma de seis ovelhas. Sua instalação sobre a porta de entrada alude à passagem de João 10:7–9 que diz: "Eu sou a porta... todo aquele que entrar através de mim será salvo", e a localização de seu halo coincide com a posição da janela nas outras lunetas, aqui ausente, indicando que ele é a fonte de toda a luz.
A luneta do extremo oposto tem, ao contrário, dado margem a muita polêmica. Suas figuras não têm precedentes na arte paleocristã, e não se pode traçar paralelos interpretativos exatos. Ao centro está uma grelha provida de rodas, sobre uma fogueira; à direita, um homem jovem se dirige para o fogo, carregando uma cruz e um livro aberto, e do outro lado é representado um armário aberto com os quatro Evangelhos, com os nomes de seus autores sobre eles. Várias teorias foram propostas para identificar a cena. Pode ser uma alegoria do Segundo Advento de Cristo, com a grade no fogo representando um altar de holocausto, o que concorda com algumas descrições bíblicas de altares e faz sentido em um mausoléu. Para outros, talvez a maioria, a cena representa o martírio de São Lourenço, que tinha grande prestígio na época de Gala e cuja tradição diz ter sido torturado e morto sobre uma grelha, mas isso não explica a presença do armário com os Evangelhos, que não se encontram ligados de modo específico a este mártir, e também não concorda com a tradição iconográfica que se formou em torno dele, sendo sempre representado no momento em que estava sendo queimado. Também foi sugerido que a figura com o livro aberto está na verdade prestes a lançá-lo ao fogo, sendo uma possível alusão aos atos de supressão de heresias levados a cabo na história do Império, mas neste caso a grelha se torna supérflua.
Mackie, porém, ofereceu uma explicação que parece incluir todos os elementos presentes na cena. Trata-se, segundo crê, da história de São Vicente de Saragoça, primeiro mártir da Espanha, perseguido e morto no tempo de Diocleciano, e cuja vida foi descrita em detalhe por Prudêncio. A associação de Gala Placídia com esse santo se torna mais natural quando sabemos que seu pai era espanhol. Ela mesma vivera na Espanha quando fora casada com Ataulfo, e o culto de Vicente era muito difundido entre o povo e até mesmo entre as elites cristãs no século V. De qualquer forma a descrição de seu martírio concorda em tudo com a cena representada em Ravena: ordenando-se-lhe que adorasse os deuses pagãos, recusou-se, e foi condenado à tortura com ganchos e o potro. Ainda foi-lhe ordenado que revelasse seus escritos secretos e os livros que escondia, para que fossem queimados junto com ele, ao que ele replicou dizendo que a destruição dos livros sagrados seria punida por Deus. Ao ouvir isso o seu juiz ordenou que sua tortura fosse intensificada colocando-o em uma cama ardente, o grabato, que de fato era uma grelha, e para a qual o mártir teria corrido com alegria, destemidamente. Depois disso sofreu outros tormentos até que seu corpo sem vida foi lançado ao mar, mas segundo a lenda teria flutuado até as praias de Valência, onde se lhe ergueram um santuário. Essa última parte da história também pode ser ligada a Gala Placídia, uma vez que em certa ocasião ela salvou-se de um naufrágio supostamente por intervenção divina, e por isso ela pode ter encontrado semelhanças simbólicas com sua própria história e ter desenvolvido uma devoção especial pelo santo. Após sua morte foram encontradas relíquias atribuídas a São Vicente em Ravena.

### Sarcófagos
Existem três sarcófagos principais no interior, um em cada extremidade dos braços salvo a entrada. Possivelmente nenhum deles pertence à construção original. Os dois na transversal possuem um desenho simples mas um acabamento correto, consistindo de uma caixa com decorações em relevo com o motivo principal do Cordeiro, de quem partem os quatro rios míticos do Paraíso. O da esquerda, atribuído tradicionalmente a Constâncio, tem uma tampa em V invertido a simular um telhado. Aberto em 1738, foram encontrados dois crânios bem preservados em seu interior. O da direita, atribuído a Valentiniano, mas que está vazio, é coberto por uma tampa abobadada com ornamentos em escama. O que está oposto à entrada, que antigamente foi considerado o de Gala Placídia, é bem mais rústico, não tem decoração e possivelmente não foi terminado. Reaberto em 1898, revelou uma ossada fragmentária e resíduos de madeira carbonizada, concordando com o relato do fogo ateado por crianças em 1577. No lugar dele deve ter existido um altar, e, segundo o costume, este altar deveria conter alguma relíquia de um santo, naturalmente aquele representado na cena acima, que seria o padroeiro dessa pequena capela mortuária. Outros dois sarcófagos menores jazem ao lado da entrada. A decoração desses sarcófagos concorda perfeitamente com a do edifício, mas é de notar que os seus motivos eram comuns na arte fúnebre da época.

## Importância

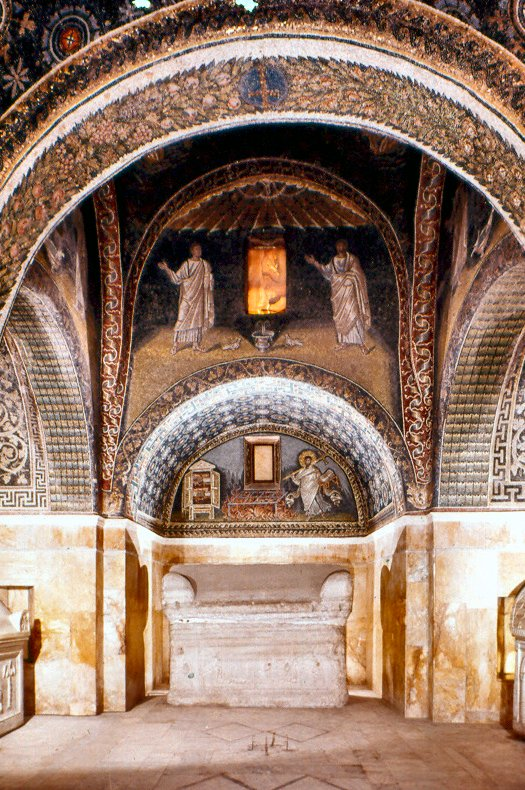
Vista do eixo principal do edifício, com os sarcófagos.

O Mausoléu faz parte de um notável grupo de edificações de Ravena, declarado Patrimônio Mundial pela Unesco. Segundo a organização, quatro dos critérios de escolha foram contemplados:
- Critério I: representa uma obra-prima do gênio criativo humano;
- Critério II: exibe um importante intercâmbio de valores humanos ao longo do tempo ou dentro de uma determinada área cultural do mundo, desenvolvidos através de arquitetura ou tecnologia, artes monumentais, urbanismo ou paisagismo;
- Critério III: representa um testemunho único ou excepcional de uma tradição cultural ou de uma civilização viva ou desaparecida;
- Critério IV: é um exemplo excepcional de uma tipologia de edifício, de arquitetura ou de conjunto tecnológico ou paisagem que ilustra etapa importante na história humana.

Além disso, o comitê considerou que "os edifícios de Ravena constituem um epítome das mais altas expressões desta forma de arte a sobreviver em toda a Europa, cuja importância cresce por evidenciarem a fusão de influências orientais e ocidentais em seus motivos e técnicas.... O sítio possui valor universal excepcional e significado notável por virtude da suprema maestria dos mosaicos que o monumento contém, e também por causa da evidência crucial de que ilustra relações e contatos artísticos e religiosos em um período importante da história cultural da Europa". Os mosaicos do Mausoléu são os mais antigos de todo o sítio histórico de Ravena, pioneiros em seu gênero na tradição cristã, e nela constam entre os mais primorosos e os mais bem preservados da Idade Antiga, criando um conjunto que dissolve a arquitetura em uma riqueza de cores e formas de efeito descrito como "mágico e deslumbrante", e de elevado poder evocativo de um mundo supranatural. A cena do Bom Pastor é celebrada como a melhor representação do tema em toda a tradição musiva paleocristã.
Aleksandr Blok, no poema Ravena, cantou o Mausoléu como a consagração da eternidade de Gala, James Merrill declarou, depois de uma visita, que ele "fora criado, parece-me, para dramatizar a vida interior de um vidente ou de uma sibila, com milagres escondidos debaixo de paredes desgastadas pelo tempo, erguidas em meditação.... nada me havia preparado para o que eu vejo". Stewart Oost, da Universidade de Chicago, disse que "qualquer que tenha sido a dedicação e o propósito originais do edifício, seus mosaicos desafiam a descrição por sua beleza deslumbrante.... O interior, sob a suave luz das janelas de alabastro, é uma verdadeira caixa de joias de mosaicos coloridos, que impressionam até mesmo os que são insensíveis à arte", e, segundo Regina Kammer, esta é a reação típica tanto de estudiosos como de turistas ao conhecerem o monumento.
Sua importância é atestada também pelo fato de o Mausoléu já ter sido objeto de volumosa bibliografia, que ultrapassa os duzentos títulos produzidos ao longo de mais de um milênio de história, embora estudos mais sérios só iniciassem no século XIX, sendo as publicações de Corrado Ricci e Giuseppe Gerola a partir de 1898, ligados à Superintendência de Monumentos italiana, recém criada, o fundamento de todas as pesquisas acadêmicas posteriores. No século XX Giuseppe Bovini (1950) e Friedrich Deichmann (1958-1989) deixaram importantes e alentadas contribuições, o primeiro sobre o programa decorativo e o segundo principalmente sobre a arquitetura, dando uma orientação atualizada à metodologia de estudo e se tornando canônicas. Depois deles poucos estudos gerais apareceram, possivelmente, como sugeriu Kammer, porque o tratamento que lhe deram foi tão abrangente e exaustivo que o tema se esgotou, e os novos se concentraram em tópicos mais específicos. Neste campo, são de destacar as pesquisas explorando as relações entre os mosaicos e a arte têxtil realizadas pioneiramente por Clementina Rizzardi, Raffaella Campanati e Ana Gonosová, colocando as padronagens decorativas do Mausoléu dentro de uma ampla perspectiva histórica e artística.

### Conservação
O edifício foi objeto de várias intervenções ao longo dos séculos, às vezes de forma daninha à sua integridade primitiva. Seus famosos mosaicos foram restaurados várias vezes, mas é o mais antigo monumento de Ravena a preservar sua decoração interna em condições próximas da original. Entre as ameaças que persistem ativas estão o constante afundamento do terreno sobre o qual se encontra; a infiltração de umidade subterrânea associada ao elevamento do lençol freático, que compromete seus alicerces e fragiliza o cimento usado em sua estrutura; a poluição atmosférica, causada pela indústria, um problema sério na região de Ravena, e pelo intenso tráfego de veículos nas vizinhanças; e a condensação da respiração de seus numerosos visitantes, depositando umidade em seu interior. Este último fator se torna grave diante das estatísticas: em 2004 o sítio recebeu 850 824visitantes. Com tamanho afluxo, decidiu-se limitar o acesso a quinze pessoas por vez ao interior do monumento. No entanto, o tratamento que ele vem recebendo em anos recentes é de alta qualidade, várias das intervenções antigas puderam ser removidas e algumas ameaças recentes, controladas, e se encontra em ótimo estado geral.